# Patía (ort)
Patía är en ort i Colombia.   Den ligger i departementet Cauca, i den sydvästra delen av landet, 400 km sydväst om huvudstaden Bogotá. Patía ligger 910 meter över havet och antalet invånare är 20 807.
Terrängen runt Patía är kuperad åt nordost, men åt sydväst är den platt. Patía ligger uppe på en höjd. Runt Patía är det ganska glesbefolkat, med 47 invånare per kvadratkilometer. Patía är det största samhället i trakten. Omgivningarna runt Patía är huvudsakligen savann.